# 本建村
本建村（もとだてむら）は山梨県南巨摩郡にあった村。現在の早川町中心部、早川右岸にあたる。

## 地理
- 山：身延山、七面山
- 河川：早川

## 歴史
- 1874年（明治7年）12月 - 巨摩郡初鹿島村・小縄村・高住村・赤沢村が合併して本建村となる。
- 1878年（明治11年）7月22日 - 郡区町村編制法の施行により、本建村が南巨摩郡の所属となる。
- 1889年（明治22年）7月1日 - 町村制の施行により、本建村が単独で自治体を形成。
- 1956年（昭和31年）9月30日 - 五箇村・都川村・三里村・硯島村・西山村と合併して早川町が発足。同日本建村廃止。

## 名所・旧跡・観光スポット・祭事・催事
- 赤沢宿